# Numansdorp

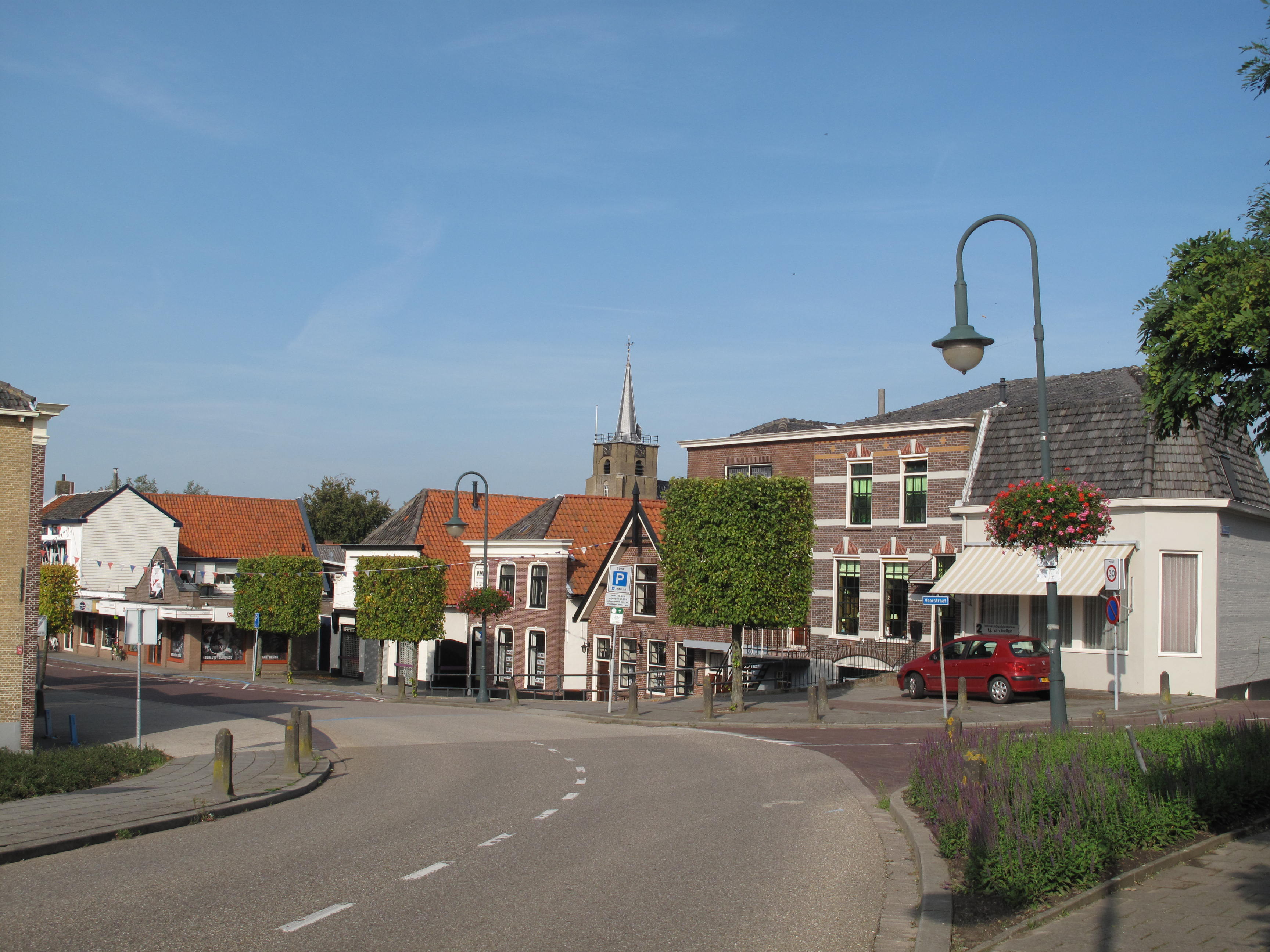
Numansdorp, dorpszicht

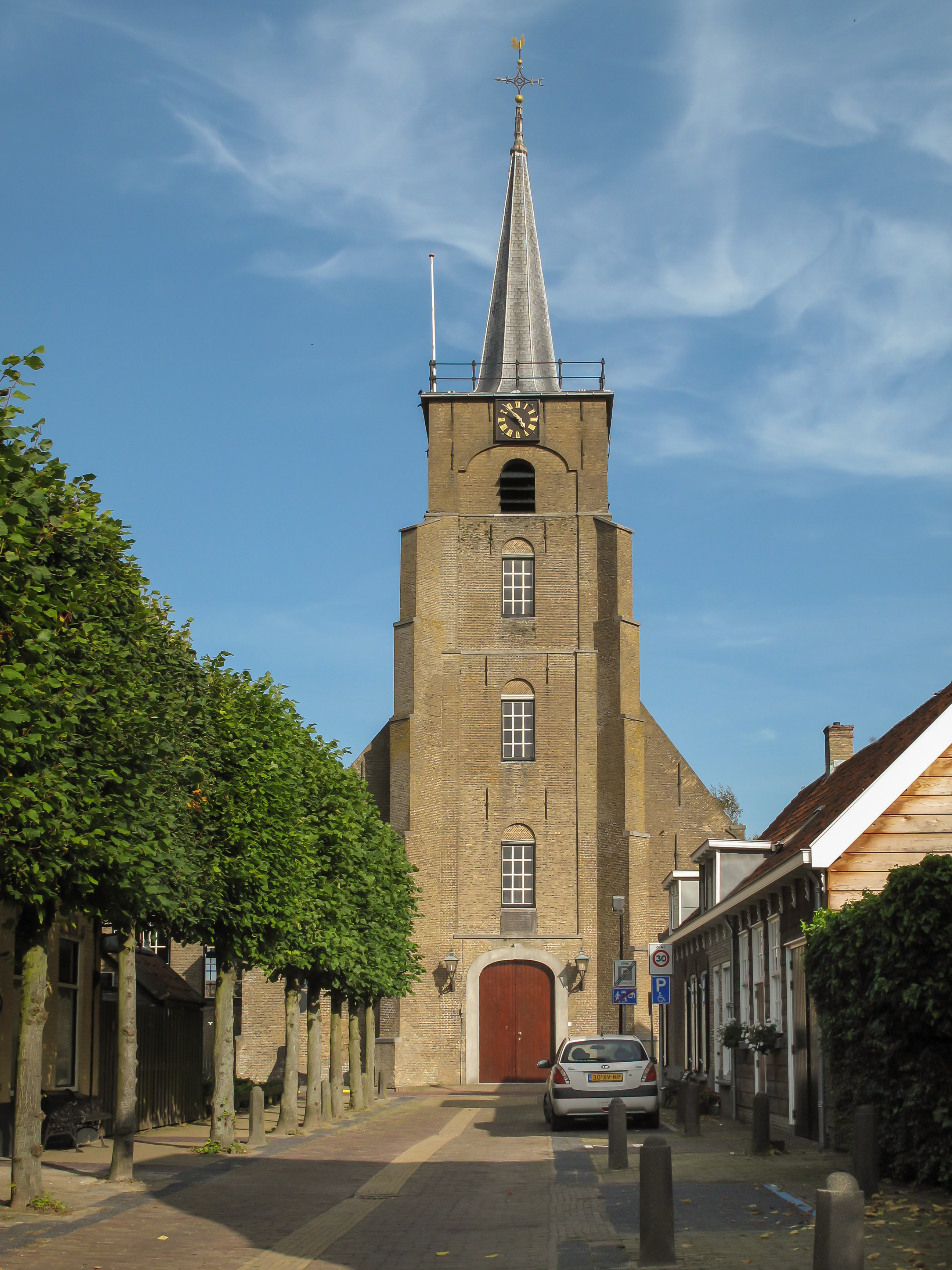
Numansdorp, kerk

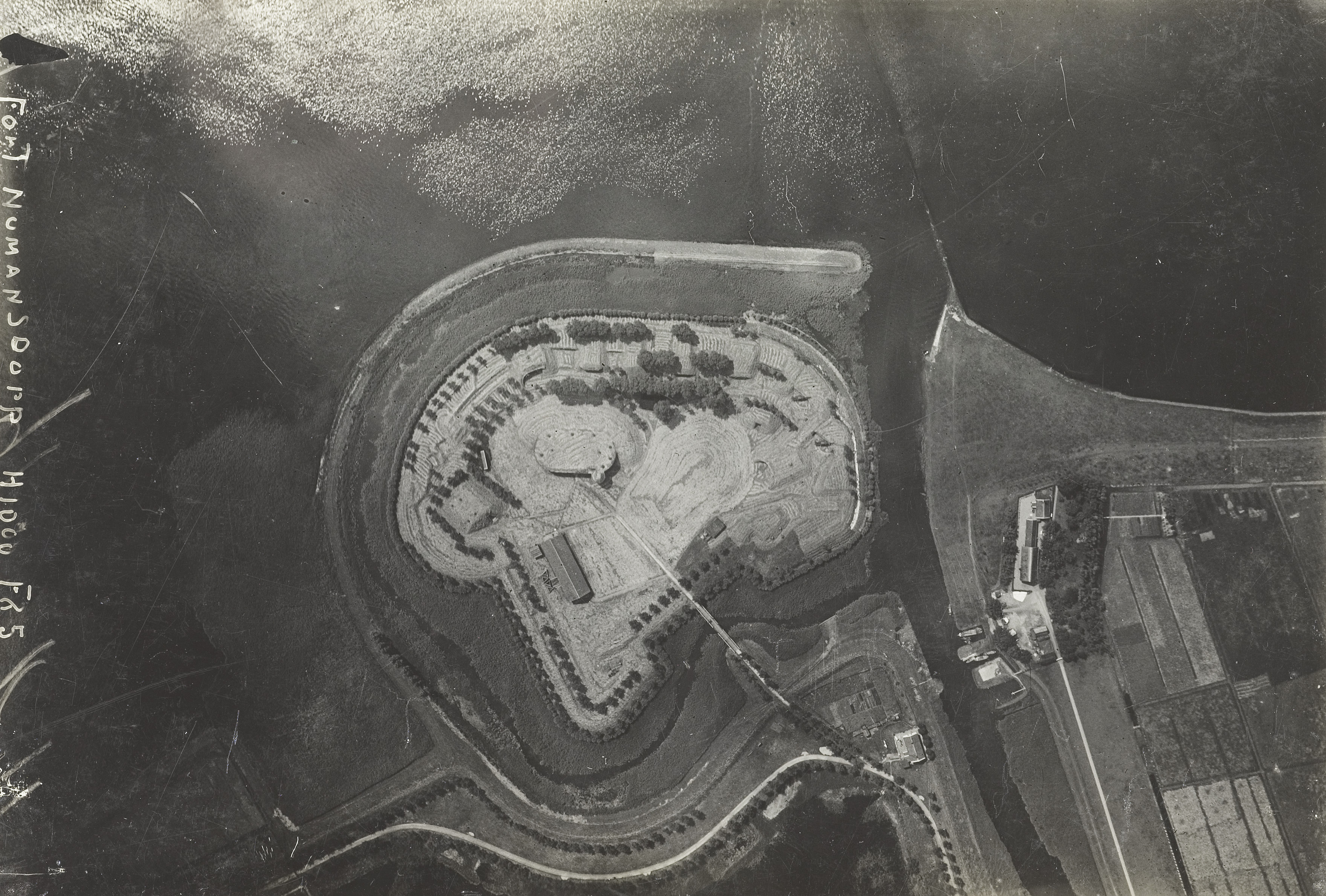
Fort Buitensluis, de luchtfoto is uit de periode 1920-1940

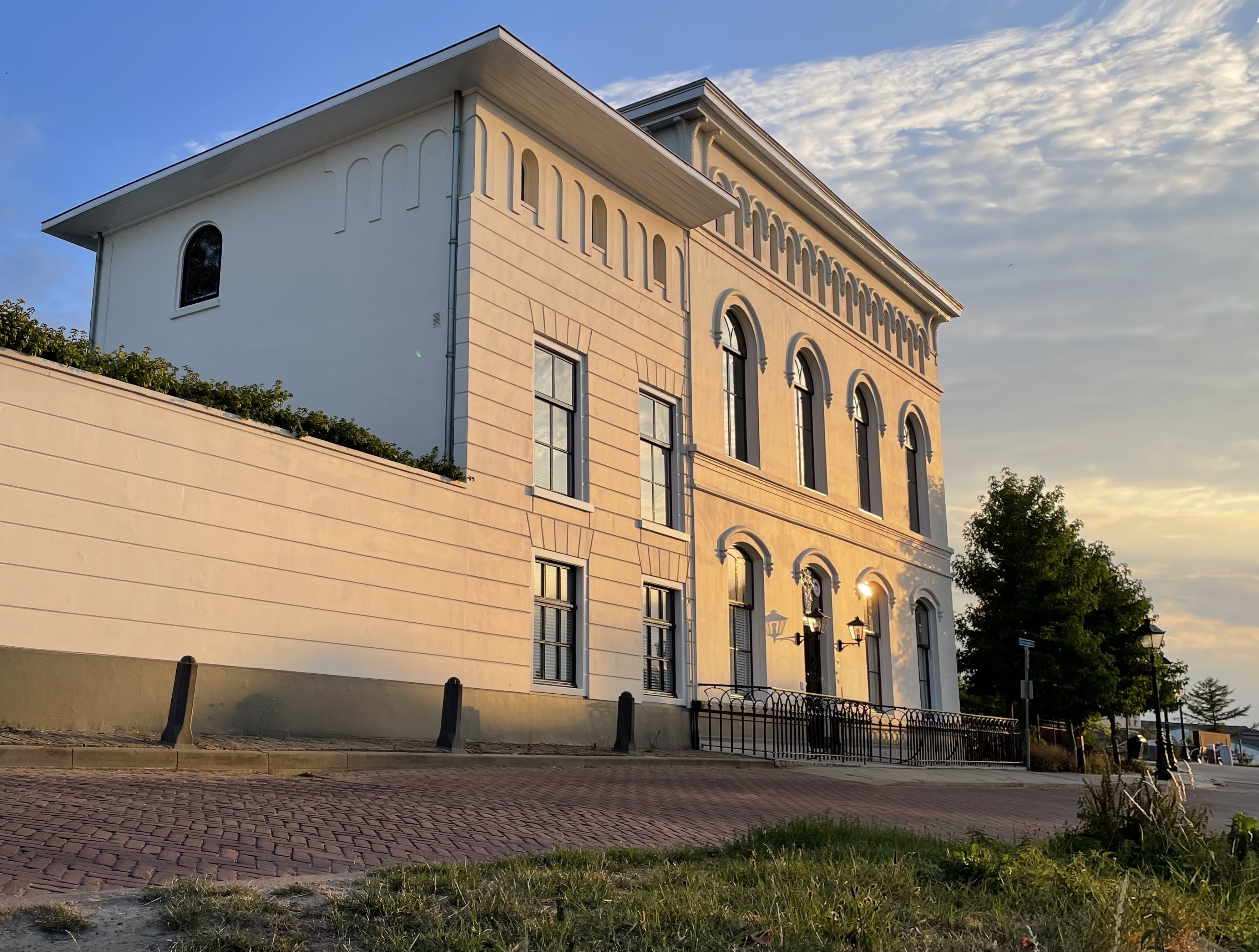
Het Waterschapshuis

Numansdorp is een dorp en voormalige gemeente in de Nederlandse provincie Zuid-Holland, gelegen in de gemeente Hoeksche Waard aan het Hollandsch Diep. Per 1 januari 1984 is de gemeente Numansdorp samen met de gemeente Klaaswaal opgegaan in de nieuwe gemeente Cromstrijen. Op 1 januari 2019 is Cromstrijen opgegaan in de fusiegemeente Hoeksche Waard. Numansdorp had in 2023 9.450 inwoners.

## Geschiedenis
Numansdorp kreeg in 1642 haar naam, het dorp is gelegen in de Numanspolder. De bedijking van deze polder heeft lang op zich laten wachten. Dit was te wijten aan onenigheid tussen de heren van Cromstrijen en de eigenaren van Zuid-Beijerland. Toen de stichting van het dorp in de Numanspolder eenmaal een feit was, werd nog gezocht naar een naam. In de volksmond had het plaatsje inmiddels de naam Buitensluis gekregen. In vergadering werd besloten dat het Dorp van Cromstrijen moest gaan heten. Dijkgraaf Vos, de voorzitter van de vergadering, vond echter dat het dorp naar de allereerste Ambachtsheer, mr. Gerard Numan genoemd moest worden.
In 1660 ontstond een jaarlijkse kermis, waar in 1712 de Buitensluisse Paardenmarkt bij kwam. Deze paardenmarkt was vroeger bekend in de gehele regio en ook nu nog is de markt populair, zij het met een beduidend kleiner aanbod van paarden en meer marktkramen.
De eerste bebouwing van het dorp vormde zich rond een uitwateringssluis aan de Numanspoldersedijk (nu Molendijk) en van daaruit langs de Binnenhaven. Op de hoofdstraat, oftewel de Voorstraat, werden dwarsstraten aangelegd. Aan het einde van een van de dwarsstraten werd op 26 maart 1647 begonnen met de bouw van de kerk. In 1780 werd de toren van deze kerk vervangen omdat deze dusdanig bouwvallig was, dat men vreesde dat hij bij een volgende storm in zou storten. Rond de eeuwwisseling van de 19e op de 20e eeuw werd de bebouwing uitgebreid langs de oostzijde van de Voorstraat en langs enkele dwarsstraten.
De uitwateringssluis was tot 1662 een houten sluis. Hierna is de sluis van steen gemaakt. De uitwatering geschiedt sinds 1912 met een gemaal; eerst een dieselgemaal en sinds 1942 een elektrisch gemaal.
Aan het Hollandsch Diep in de zeedijk van de Torensteepolder heeft Numansdorp een sluisdeur. Deze stamt nog uit de tijd van eb en vloed van voor 1970 (voor afsluiting van Haringvliet en Volkerak). De Molendijk had een sluis naar de Binnenhaven, de Buitensluis. Er loopt van hier een water naar Klaaswaal. Bij de Middelsluissedijk (van 1625) was de sluis van de polder Groot-Cromstrijen ofwel de Middelsluis (tevens dorp) en in de Boomdijk, halverwege Numansdorp en Klaaswaal bevond zich de sluis van de polder Klein-Cromstrijen ofwel de Oude Sluis.

### Fort Buitensluis
In 1793 werd naast de haven van Numansdorp een aarden fort aangelegd. Doel van dit Fort Buitensluis was om de scheepvaart tussen de Volkerak en het Hollandsch Diep in de gaten te houden. In dit jaar viel Frankrijk de Oostenrijkse Nederlanden aan. Door de Tweede Slag bij Neerwinden blijven de Oostenrijkse Nederlanden onder Oostenrijks bestuur. In 1795 begint de Bataafse Republiek.
Onder het Tweede kabinet van Thorbecke werd in 1862 het fort versterkt. Vanaf 1874 is het fort onderdeel van de Stelling van het Hollandsch Diep en het Volkerak. In 1915 werd het fort voor de tweede keer versterkt, deze keer met gewapend beton.
In 2018 is het fort voor 100.000 euro gekocht door de gemeente en kwam de exploitatie in handen van de Stichting Fort Buitensluis. Verder wordt 350.000 euro geïnvesteerd in een opknapbeurt en renovatie van het verdedigingswerk, het plaatsen van een toiletgroep voor bezoekers en het verbeteren van de openbare toegankelijkheid.

### Tweede Wereldoorlog
De soldaten uit het fort krijgen op 12 mei 1940 de opdracht om in Westmaas de Barendrechtse brug te beveiligen. Op 13 mei 1940 verlaat deze afdeling zijn geschut en gaat via Brielle naar Den Haag. Op 14 mei 1940 vlucht Frits Philips uit Eindhoven en wordt bij Numansdorp gebombardeerd. Hij wordt niet geraakt en komt aan in Hellevoetsluis.
In februari 1944 wordt de bevolking van Numansdorp door de Duitsers geëvacueerd. Als verdediging tegen de geallieerden zetten zij delen van Numansdorp onder water. Pas in mei 1945 kunnen de Numansdorpers weer naar huis.
Na de oorlog wordt Numansdorp uitgebreid met nieuwe wijken ten westen en ten oosten van de Binnenhaven.

### Watersnoodramp 1953
In de nacht van 31 januari op 1 februari 1953 werden grote delen van Zeeland, de Zuid-Hollandse eilanden en delen van Noord-Brabant overstroomd. Ook Numansdorp werd door deze watersnood geraakt. Het hoge water en de sterke noordwesterstorm veroorzaakten diverse dijkdoorbraken.
Die nacht vonden 56 inwoners de dood. Numansdorp had met dit aantal het hoogste aantal doden van het hele eiland. De meerderheid van deze doden, 54, vielen op de Ambachtsheerlijkheid Cromstrijen, waar hele huizen en gezinnen waren weggeslagen. De laatste lichamen werden pas in juni dat jaar gevonden. Daarnaast verdronken ongeveer 500 paarden, koeien, varkens en veel pluimvee. 136 huizen en boerderijen waren volledig vernield, ongeveer 850 huizen hadden waterschade en meer dan 2.800 inwoners werden geëvacueerd. Daarnaast hadden de akkers ongeveer 14 dagen onder water gestaan. Door het zout dat achterbleef, werd er dat jaar weinig geteeld.

### Havens en veerdiensten
De oudste haven van Numansdorp is de Binnenhaven of Gemeentehaven. Deze haven met 160 ligplaatsen en 20 passantenplaatsen is in gebruik bij de watersportvereniging (WSV) Numansdorp als jachthaven. Vanuit deze haven vertrokken ook de vroegere veerdiensten naar Noord-Brabant, Goeree-Overflakkee en Zeeland. In 1900 werd door het Rijk de Veerhaven aangelegd. Later is ook een (privé)jachthaven gebouwd op het Numansgors vlak bij het Fort. Wat verder naar het oosten bestond er vanouds een vierde haventje, dat eigendom was van de Ambachtsheerlijkheid Cromstrijen.
De Rotterdamsche Tramweg Maatschappij had in 1898 een tramlijn aangelegd naar Numansdorp vanuit Rotterdam Zuid. Op de Veerhaven konden de passagiers overstappen op veerdiensten van de RTM naar de volgende plaatsen:
- Willemstad (Noord-Brabant) en
- Zijpe (Zeeland).

Beide veerdiensten werden opgeheven toen het Deltaplan met bruggen en dammen zorgde voor betere en snellere oeververbindingen. Na de opening van de Haringvlietbrug op 20 juli 1964, hield de veerdienst naar Zijpe op. De veerdienst naar Willemstad bleef tot 1966 varen.
Het veer naar Willemstad werd in eerste instantie gevaren met s.s. Numansdorp. Voor 1900 bestond het veer al, maar dan onderhouden met zeilschepen. Tot 1839 was de oversteek van Willemstad naar Numansdorp onderdeel van de route van Rotterdam naar Antwerpen. Voor de veerdienst naar Zijpe had de RTM speciaal een, voor die tijd snelle, stoomveerboot laten bouwen, de s.s. Minister C. Lely.
Tussen april 1938 en juli 1964 verzorgde rederij Van der Schuyt (later: SBS) een veerdienst tussen Numansdorp en Den Bommel (Goeree-Overflakkee). Hier voer de motorveerboot "Prinses Beatrix" zes of zeven keer dag op en neer. Deze boot was een voormalige Rijnveerboot, die onder de naam "Bad Honnef" tussen circa 1928 en 1935 tussen de plaatsen Bad Honnef en Remagen de Rijn overstak. De Haringvlietbrug maakte ook deze veerdienst overbodig.
Sinds 2010 vaart er weer een veerdienst voor voetgangers en fietsers tussen Numansdorp en Willemstad. Aanvankelijk vertrok dit voetveer vanaf de dorpshaven in Numansdorp, aan de voet van de Molendijk, maar sinds 2018 is het vetrekpunt aan de zijde van Numansdorp verlegd naar Fort Buitensluis. In Willemstad bevindt de aanlegplaats zich aan de Benedenkade in het centrum. Het voetveer biedt plaats aan 12 personen.

### Heden
Ergens tussen 1985 en 1989 is het oude gemeentehuis met een groot glas-in-loodraam gesloopt. Dit gemeentehuis stond op de plek waar nu Rabobank en het gezondheidscentrum Het Zandpad staan. De Wethouder van der Veldenweg heette toen nog Raadhuisstraat. Een nieuw gemeentehuis werd gebouwd aan de Buttervliet. Het raam is nu te bezichtigen in het Nationaal Landschap Centrum.

## Belangrijke Numansdorpers
- De heer P.M.H. Welker heeft veel historisch materiaal vastgelegd in zijn boek 1492-1892 Vier eeuwen regeering en arbeid ten plattelande in Holland - Geschiedenis van de Ambachtsheerlijkheid, de Polders en de Dorpen van Cromstrijen, uit oorkonden getrokken in het vierhonderdste jaar na de uitgifte en leenverheffing uit 1892. De heer Welker was directeur van de Rijksnormaallessen te Numansdorp.
- Dr. Cornelis Flohil (1858-1950) vestigde zich op 4 mei 1886 als plattelandsarts in Numansdorp.
  - De Flohilstraat is een zijstraat van de Vlielanderstraat en vormt een verbinding tussen de Vlielanderstraat en Poortvlietstraat in Numansdorp.
  - De Flohilbank is er ook nog en deze staat aan het einde van de Voorstraat in Numansdorp nabij het "Hoge Huys" of "Witte Huis". Daarachter is een plein dat in de volksmond "Flohilplein" wordt genoemd.
- Herman Lodewijk Breen (1914-1994) - burgemeester van Kamerik, Leimuiden, Nieuwveen, Rijnsaterwoude en Zegveld
- Roderick Glastra - tweevoudig wereldkampioen sledehondenrennen
- Jeroen Aalbers (1982; ps. Jerry Hormone), schrijver van de kinderboekenreeks Borre
- Pieter Paans (1966) - wethouder van Cromstrijen en Papendrecht, burgemeester van Krimpenerwaard
- Olav Kooij (2001) - wielrenner, ritwinnaar in de Ronde van Italië
- Noraly R. Schoenmaker (geb. ca. 1987, bekend als "Itchy Boots" in Youtube-bijdragen over wereldrijzen op een motor.[8]

## Sport
De plaatselijke voetbalvereniging N.S.V.V. behoorde in de jaren tachtig tot de top van de amateurs. N.S.V.V. werd kampioen in de hoogste klasse van het zaterdagvoetbal in 1984, 1987 en 1990.
Ook zwemvereniging ZPC Numansdorp is actief in Numansdorp, voor zowel hardzwemmen als waterpolo. VV Apollo speelt in de eerste klasse van het volleybal.
Het lange-afstand-wandelpad van de route Floris V-pad, doet dit dorp aan.

## Buurten en wijken
- Oranjewijk (zuidwest)
- Bomenbuurt (west)
- Vogelbuurt (zuidoost)
- Componistenwijk (noordwest)
- Middelsluis (noord)
- Philipsburg (oost) (nieuwbouwwijk): straatnamen in deze wijk dragen namen van ambachtsheren en andere belangrijke personen in de geschiedenis van Numansdorp.
- Numansgors (zuid)
- Torensteepolder (zuid)
- Schuring (oost)